# Atom Egoyan
 (juin 2020).
Si vous disposez d'ouvrages ou d'articles de référence ou si vous connaissez des sites web de qualité traitant du thème abordé ici, merci de compléter l'article en donnant les références utiles à sa vérifiabilité et en les liant à la section « Notes et références ».
Atom Egoyan est un réalisateur, producteur de cinéma et scénariste canadien d'origine arménienne, né le 19 juillet 1960 au Caire, en Égypte.

## Biographie
Atom Egoyan aborde dans ses films les thèmes de l'aliénation et de la solitude, avec des personnages aux prises avec la technologie, la bureaucratie et d'autres structures de contrôle.
Né au Caire, de parents artistes arméniens, Joseph et Shushan (née Devletian) Yeghoyan, qui tiennent une boutique de meubles, Egoyan est baptisé Atom en hommage au premier réacteur nucléaire construit par l'Égypte. Ses parents quittent l'Égypte en 1962 pour le Canada, s'installent à Victoria (Colombie britannique) et transforment leur nom en Egoyan. Atom et sa sœur, Eve, aujourd'hui pianiste concertiste vivant à Toronto, grandissent à Victoria dans la province de la Colombie-Britannique.
Enfant, Egoyan cherche à s'intégrer à la société canadienne. Son conflit avec son père entraîne un rejet de la culture arménienne. Ce n'est que quelques années plus tard, lorsqu'il fréquente l'Université de Toronto, qu'il se met à étudier l'histoire arménienne.
Egoyan commence à se passionner pour le théâtre et à écrire des pièces. Il est influencé principalement par Samuel Beckett et Harold Pinter. Il obtient son diplôme de Trinity College de l'Université de Toronto.
Egoyan habite Toronto avec son épouse, Arsinée Khanjian, qu'il rencontre en 1984 à l'occasion du casting de Proches Parents et qui devient sa muse et actrice fétiche (elle joue régulièrement dans ses films). Leur fils, Arshile, porte le prénom du célèbre peintre américain d'origine arménienne, Gorky.
Egoyan a réalisé une douzaine de longs métrages, des épisodes de séries télévisées et plusieurs courts métrages.
Ses premiers films sont fondés sur ses propres scénarios. la quête de l'identité est un thème récurrent dans son œuvre, notamment dans Calendar (1993).
Il se fait connaître avec Exotica (1994). Il a reçu le Grand Prix de l’Union de la critique de cinéma et a tenu à cette occasion sa conférence avec débat aux Péniches Ric's Art Boat & Ric's River Boat.
Mais c'est sa première adaptation du roman de l'auteur américain Russell Banks, De beaux lendemains (1997) qui lui vaut une notoriété internationale et des nominations aux Oscars, dans les catégories de meilleur réalisateur et de meilleure adaptation à l'écran.
En 1996 il est membre du jury du Festival de Cannes 1996, sous la présidence de Francis Ford Coppola.
Il dirige également Sarabande avec Khanjian, la violoncelliste et actrice Lori Singer et le violoncelliste Yo-Yo Ma, qui interprète la quatrième suite de Bach pour violoncelle, dans le cadre d'une série de films inspirés de Bach pour Sony Classical. Il met également en scène des opéras, dont Salomé de Richard Strauss pour l'opéra de Toronto en 1996, l'opéra de Vancouver en novembre 1997 et le Houston Grand Opera en 1998, et la "Walkyrie" de Wagner en 2004 pour la Canadian Opera Company.
Le film Ararat (2002) fait beaucoup parler d'Egoyan. Après Mayrig (1991), d'Henri Verneuil, il s'agit de la première œuvre majeure qui traite directement du génocide des Arméniens. Ararat remporte le Prix Génie du meilleur film, une récompense qu'il avait déjà reçu à diverses reprises dans le passé pour le meilleur film, meilleur réalisateur, meilleur scénario et d'autres catégories.
Atom Egoyan reçoit le Prix de la Critique Internationale pour Exotica en 1994 au Festival de Cannes. Il y reçoit le Grand prix du Jury et le Prix du Jury Œcuménique en 1997 pour De beaux lendemains et le Prix du Jury Œcuménique en 2008 pour Adoration. Il en est membre du jury en 1996.
Depuis 2005, Egoyan est aussi le président du Festival international du film d'Erevan. Il avait lui-même remporté le premier prix pour son film Ararat l'année précédente.
En 2009, il réalise Chloé, nouvelle version de Nathalie... d'Anne Fontaine.
En 2014, Atom Egoyan présente au Festival de Cannes son nouveau thriller Captives, l'accueil critique des festivaliers est assez médiocre.
En 2016, il est membre du jury au côté notamment d'Abderrahmane Sissako lors du 19e Festival international du film de Shanghai, sous la présidence d'Emir Kusturica.
En 2019, il réalise un drame psychologique intitulé Guest of Honour avec David Thewlis dans le rôle principal. Le film est sélectionné en compétition à la Mostra de Venise 2019.
En 2023, il annonce que son prochain projet sera un drame intitulé Seven Veils avec Amanda Seyfried dans le rôle principal, qu’il retrouve après Chloé. Le film est présenté au festival international du film de Toronto 2023.

## Filmographie

### Cinéma

#### Longs métrages
- 1984 : Proches Parents (Next of Kin)
- 1987 : Family Viewing
- 1989 : Speaking Parts
- 1991 : The Adjuster
- 1993 : Calendar
- 1994 : Exotica
- 1997 : De beaux lendemains (The Sweet Hereafter)
- 1999 : Le Voyage de Félicia (Felicia's Journey)
- 2002 : Ararat
- 2005 : La Vérité nue (Where the Truth Lies)
- 2008 : Adoration
- 2009 : Chloé
- 2013 : Les Trois Crimes de West Memphis (Devil's Knot)
- 2014 : Captives (The Captive)
- 2014 : Remember
- 2019 : Guest of Honour
- 2023 : Seven Veils

#### Courts métrages
- 1979 : Howard in Particular
- 1980 : After Grad with Dad
- 1981 : Peep Show
- 1982 : Open House
- 1985 : Men: A Passion Playground
- 1991 : Montréal vu par… (segment En passant)
- 1995 : A Portrait of Arshile
- 2000 : The Line
- 2001 : Diaspora

### Télévision

#### Téléfilms
- 1985 : In This Corner
- 1988 : Looking for Nothing
- 1993 : Les Cendres de la gloire (Gross Misconduct: The Life of Brian Spencer)
- 1997 : Bach Cello Suite #4: Sarabande
- 2000 : Krapp's Last Tape

#### Séries télévisées
- 1985 : La Quatrième Dimension (The Twilight Zone), épisode The Wall
- 1985 : Alfred Hitchcock présente, épisode Retournement final
- 1987 : Vendredi 13 (Friday the 13th)
- 1997 : Yo-Yo Ma Inspired by Bach

## Publication
- Dear Sandra, Volumina, 2007

## Distinctions

### Prix cinématographiques
- 1987 : Meilleur film canadien du Festival de Toronto pour Family Viewing.
- 1994 : Prix Génie du meilleur film pour Exotica.
- 1997 : Grand prix, Prix FIPRESCI et Prix du jury œcuménique lors du Festival de Cannes 1997 pour De beaux lendemains.
- 1997 : Prix Génie du meilleur film en 1997 pour De beaux lendemains.
- 2003 : Prix Génie du meilleur film en 2003 pour Ararat.

### Décorations
- Officier de l'ordre du Canada

### Honneurs
- Doctorat honoris causa de l'Université de Toronto
- Doctorat honoris causa de l'Université Queen's[1]

### Documentaire
- Le Mystère Egoyan, documentaire réalisé par Alain Mazars (2010)